# 利奧波德五世 (奧地利-提洛)
利奧波德五世（德語：Leopold V.，1586年10月9日—1632年9月13日），前奧地利（含提洛）大公，神聖羅馬皇帝斐迪南二世的弟弟。

## 家庭
1626年，利奧波德與前托斯卡納大公費迪南多一世的女兒克勞迪亞結婚，兩人共有2子3女：
1. 瑪麗亞·艾蕾諾拉（1627年—1629年），夭折
2. 斐迪南·卡爾（英语：Ferdinand Charles, Archduke of Austria）（1628年—1662年），前奧地利大公
3. 伊莎貝拉·克拉拉（英语：Archduchess Isabella Clara of Austria）（1629年—1685年），曼切華公爵夫人
4. 西吉斯蒙德·法蘭茲（英语：Sigismund Francis, Archduke of Austria）（1630年—1665年），前奧地利大公
5. 瑪麗亞·利奧波汀（1632年—1649年），早逝